# Geert-Jan Derksen
Gerardus Johannes Antonius "Geert-Jan" Derksen (ur. 2 maja 1975), holenderski wioślarz. Srebrny medalista olimpijski z Aten.
Zawody w 2004 były jego drugimi igrzyskami olimpijskimi, debiutował w 2000. W stolicy Grecji medal zdobył w ósemce. Brał udział w kilku edycjach mistrzostw świata.